# Milena Duchková
 Milena Duchková, po mężu Neveklovská (ur. 25 kwietnia 1952w Pradze) – skoczkini do wody. W barwach Czechosłowacji dwukrotna medalistka olimpijska.
Brała udział w trzech igrzyskach (IO 68, IO 72, IO 76), na dwóch zdobywała medale. W 1968 triumfowała w skokach z wieży, cztery lata później w tej konkurencji zajęła drugie miejsce. Zwyciężyła Szwedka Ulrika Knape. W 1970 była w skokach mistrzynią Europy, w 1973 w swej koronnej konkurencji została wicemistrzynią świata. 
We wrześniu 1972 otrzymała medal „za wybitne zasługi”. W 1983 została przyjęta do International Swimming Hall of Fame.